# Monastère Ganden Sumtseling
Le monastère de Ganden Sumtseling (tibétain : དགའ་ལྡན་སུམ་རྩེན་གླིང་, Wylie : dga' ldan sum rtsen gling, THL : ganden sumtsenling ; chinois : 噶丹松赞林 ; pinyin : gádān sōngzànlín), aussi appelé monastère de Gyeltang, est un monastère du bouddhisme tibétain situé dans la ville-district de Shangri-La, au nord de la province du Yunnan, en République populaire de Chine. Créé en 1679, il est le plus grand monastère bouddhiste tibétain du Yunnan.

## Histoire
Le monastère de l'école guélougpa a été construit sur les conseils du 5e dalaï-lama Lobsang Gyatso, en 1679 ou 1681 dans la province tibétaine du Kham. Détruit lors de la révolution culturelle, il a été reconstruit à partir de 1983. 
Des informations parues dans les médias publics montrent que la Chine a financé une restauration importante des monastères de Ganden Sumtseling et de Dungkar près de la frontière entre le Tibet et l'Inde, deux principaux monastères liés au culte de Dorje Shugden déconseillé publiquement en 1996 par le dalaï-lama.
Le monastère est visité chaque année par des centaines de milliers de touristes et pèlerins tibétains et chinois.

## Galerie

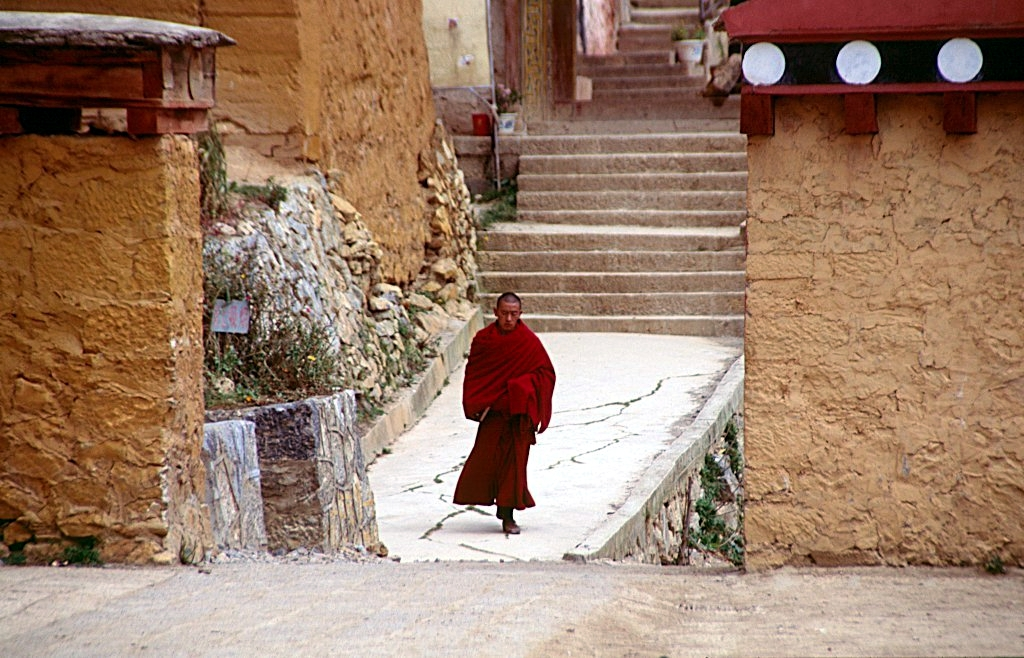
Lama dans le monastère.
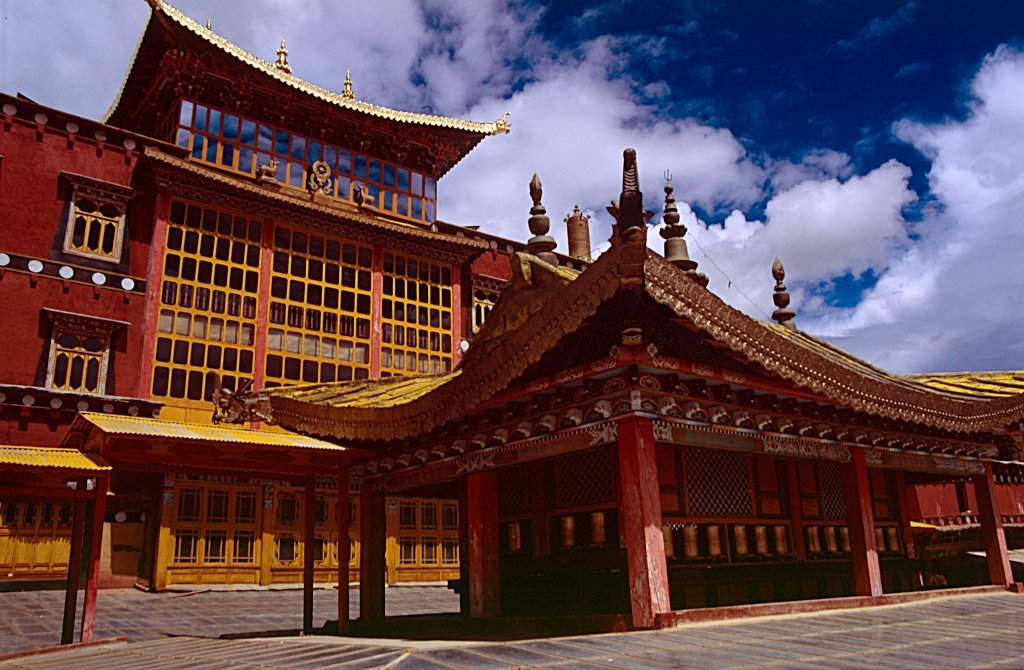
Un des principaux bâtiments.
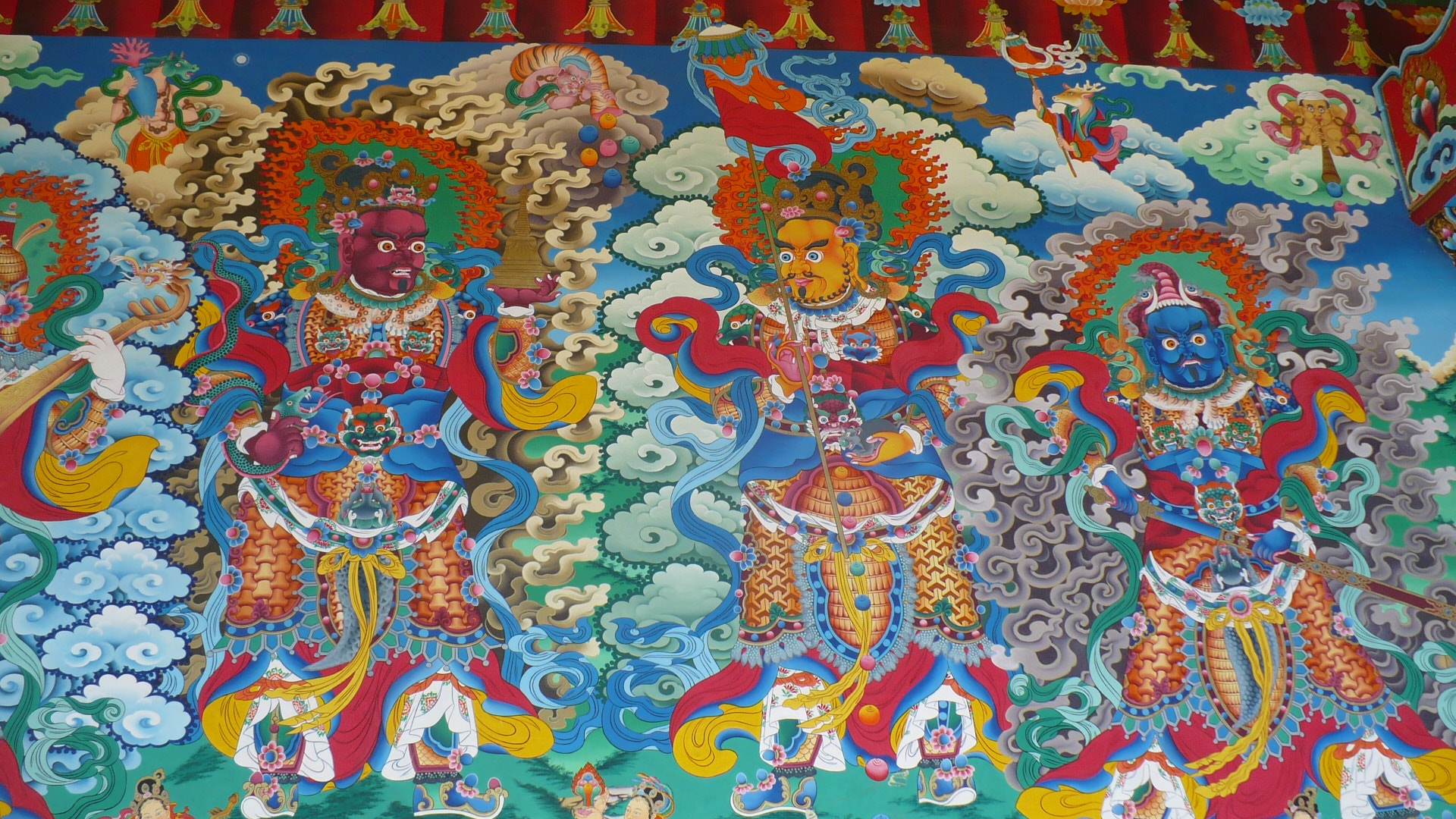
Peinture murale.
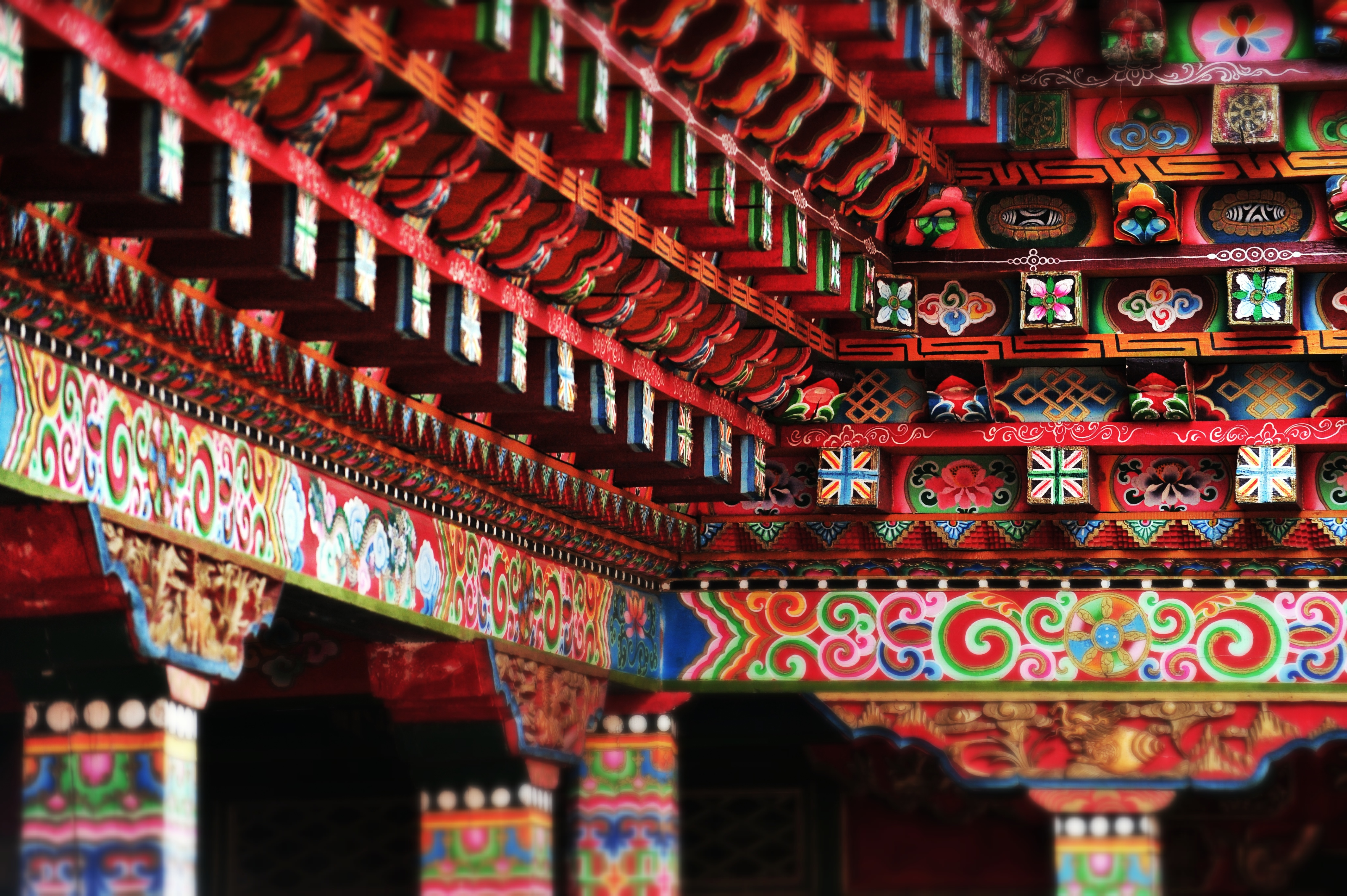
Motifs décoratifs.

## Personnalité liée
- Jampa Losang Panglung